# Ragbi
Ragbi (izvorno rugby) je loptački šport koji se razvio u školi Rugby u Engleskoj. Rugby union, rugby league i manje srodni američki, kanadski te australski nogomet, razvili su se iz rugbyja. Pod pojmom rugby danas se razlikuju dvije inačice: rugby union i rugby league. Olimpijska verzija sa sedmoricom igrača, rugby 7, uvedena je na OI 2016.
Grad Rugby i dvorište istoimena sveucilišta, zaslužni su za naziv sporta. Web Ellis, učenik skole, u jednoj nogometnoj utakmici odlučio je loptu uzeti u ruke i pretrčao je suigrače te zabio suparničkoj momčadi gol rukama. Nakon tog događaja, krenula je ideja i prvi oblici današnjeg rugbya.

## Pravila
U obje vrste rugbyja (union i league) igra se ovalnom loptom koju je zabranjeno rukama dodavati prema naprijed, dok je napucavanje lopte nogom dozvoljeno u smjeru protivničkih vratiju. Također, bodovi se u oba sporta osvajaju polaganjem u prostor iza protivničkih vrata predviđen za to ili postizanjem zgoditka na način da lopta napucana nogom prođe između obje stative i iznad grede. Zgoditci se mogu postići na tri načina: pretvaranjem, drop kickom ili iz kaznenoga udarca. 
Najveća razlika, osim u broju igrača na terenu koji je u unionu petnaest, a leagueu trinaest, uključuje igru poslije obaranja nad protivničkim igračem:
- Igrači uniona natječu se za posjed lopte nakon obaranja: ovisno o situaciji, igrači se mogu boriti dok je lopta na podu ispuštena od strane srušenoga igrača, što prema pravilima on mora napraviti (ruck), ili mogu formirati skup uokolo igrača u posjedu lopte (maul). Za razliku od uniona, league ne dopušta nastavak igre nakon obaranja; igra se nastavlja tako da igrač na kojemu je obaranje napravljeno preda loptu prema natrag korištenjem svoje kopačke (play-the-ball pravilo).

- Osim toga, ako se u leagueu zgoditak ili polaganje ne ostvari unutar šest obaranja koje su napravili protivnici, momčad koja je pretrpjela obaranja gubi posjed lopte. Union nema takvo pravilo; momčad može stalno držati loptu u posjedu bez obzira na broj pretrpljenih obaranja, sve dok ne napravi prekršaj.

Prekidi u oba sporta uključuju skup, kada se igrači dvaju suprotstavljenih momčadi međusobno guraju nastojeći pritom izgurati protivnike što dalje i tako otvoriti put svojim brzim igračima na putu za polaganje, te lineout, vraćanje lopte u igru na način da se igrači dvaju momčadi rasporede usporedno okrenuti jedni drugima nastojeći uhvatiti loptu koju baca igrač sa strane. U leagueu, skup i dalje postoji, no od vrlo malene je važnosti zbog već opisanoga načina vraćanja lopte u igru (play-the-ball pravilo). Zbog toga pravila, kao i većega naglaska na napad i dodavanja, league se razvio u dinamičniju igru od uniona, koji se smatra tradicionalnijom igrom.

## Status rugbyja diljem svijeta
Rugby union, do 1995. godine isključivo amaterski sport, danas se profesionalno igra diljem svijeta, a njime dominira deset reprezentacija (poredane abecednim redom): Argentina, Australija, Engleska, Francuska, Irska, Italija, Južnoafrička Republika, Novi Zeland, Škotska i Wales. Union se igra na profesionalnoj razini u svakoj od ovih država, a status nacionalnoga sporta ima na Novom Zelandu i Fijiju. U brojnim državama igra se na nižoj i slabijoj razini od već navedenih država. To su (abecednim redom): Čile, Gruzija, Japan, Kanada, Namibija, Portugal, Rumunjska, Samoa, Španjolska, Tonga i Urugvaj. Osim u Fijiju i Novom Zelandu, union je nacionalni sport i u većini tihooceanskih otočnih državica, među kojima su zapaženije rezultate ostvarili Tonga i Samoa. Fiji i Samoa natječu se i u rugby sevensu, inačici rugbyja u kojoj se momčadi natječu sa samo sedam igrača na terenu, tradicionalno s velikim uspjehom.
Rugby league igra se već odavno na profesionalnoj razini u Australiji, Francuskoj, Velikoj Britaniji i na Novom Zelandu. Smatra se nacionalnim sportom u Papui Novoj Gvineji. Postoje i poluprofesionalna te amaterska natjecanja diljem svijeta, među kojima se ističu ona u Rusiji, Walesu, Škotskoj, Srbiji, Libanonu, Južnoafričkoj Republici, Japanu, Kanadi, SAD-u, Fijiju, Cookovom otočju i Tongi.

## Kulturni utjecaj
U Ujedinjenom Kraljevstvu postoji izreka  "nogomet je gospodska igra koju igraju huligani dok je rugby (union) huliganska igra koju igra gospoda." U većini država u kojoj se tradicionalno igra neki od oblika rugbyja, na union se gleda kao na amaterski sport kojega igraju pripadnici srednjega i višega sloja društva, što je uočljivo zbog velikoga broja mladih igrača koji dolaze iz privatnih škola, za razliku od leaguea, kojega igra većinom radnička klasa i pritom bivaju plaćeni, dakle, profesionalci su.  Za razliku od situacije u Engleskoj, union ima više poklonika među srednjom klasom u Walesu, Cornwallu, Škotskoj, južnoj Francuskoj i otočnim državicama u Tihom oceanu. Ista je situacija i u Hrvatskoj.
Zbog prirode same igre koja omogućava gotovo neograničeni tjelesni kontakt između igrača bez ili s vrlo malo zaštite, najstrože se kažnjava nesportsko ponašanje, što je logično pošto i najmanje nepoštivanje pravila može uzrokovati ozbiljne ozljede ili čak smrt. Iz toga razloga, suci se strogo drže svih pravila.
Navijači i ljudi vezani za rugby nazivaju se ponekad treizistes stvorivši tako izvedenicu iz francuskoga jezika koja označava sam naziv sporta (jeu a treize). Osim u samoj Francuskoj i državama gdje je francuski službeni jezik, taj naziv se udomaćio i u državama gdje se koristi i engleski kao službeni jezik.
Na Novom Zelandu, igranje bilo koje vrste rugbyja (najčešće je to union), znači potvrđivanje muškosti i hrabrosti, ne samo za starosjedilački narod Maora, već i za bijele doseljenike, što se najbolje očituje u haki, ratnom plesu kojega All Blacks plešu prije početka svake imalo važnije utakmice.
Kada se u Hrvatskoj spomene rugby, gotovo uvijek se odnosi na union, jer to je oblik rugbyja u kojemu su hrvatski klubovi postigli najbolje rezultate, pogotovo splitska Nada uključujući, uz brojne domaće titule, i nekoliko europskih naslova. Usprkos tomu, hrvatski rugby tek polagano izlazi iz amaterizma.

## Vanjske poveznice
- Hrvatski ragbijaški savez
- Splitski ragbi (rugby)  Arhivirana inačica izvorne stranice od 21. studenoga 2007. (Wayback Machine)